# شهاب الدين بايزيد شاه
شهاب الدين بايزيد شاه (حكم في 1413-1414) كان سلطان البنغال من سلالة إلياس لفترة وجيزة. خلف والده سيف الدين حمزة شاه.

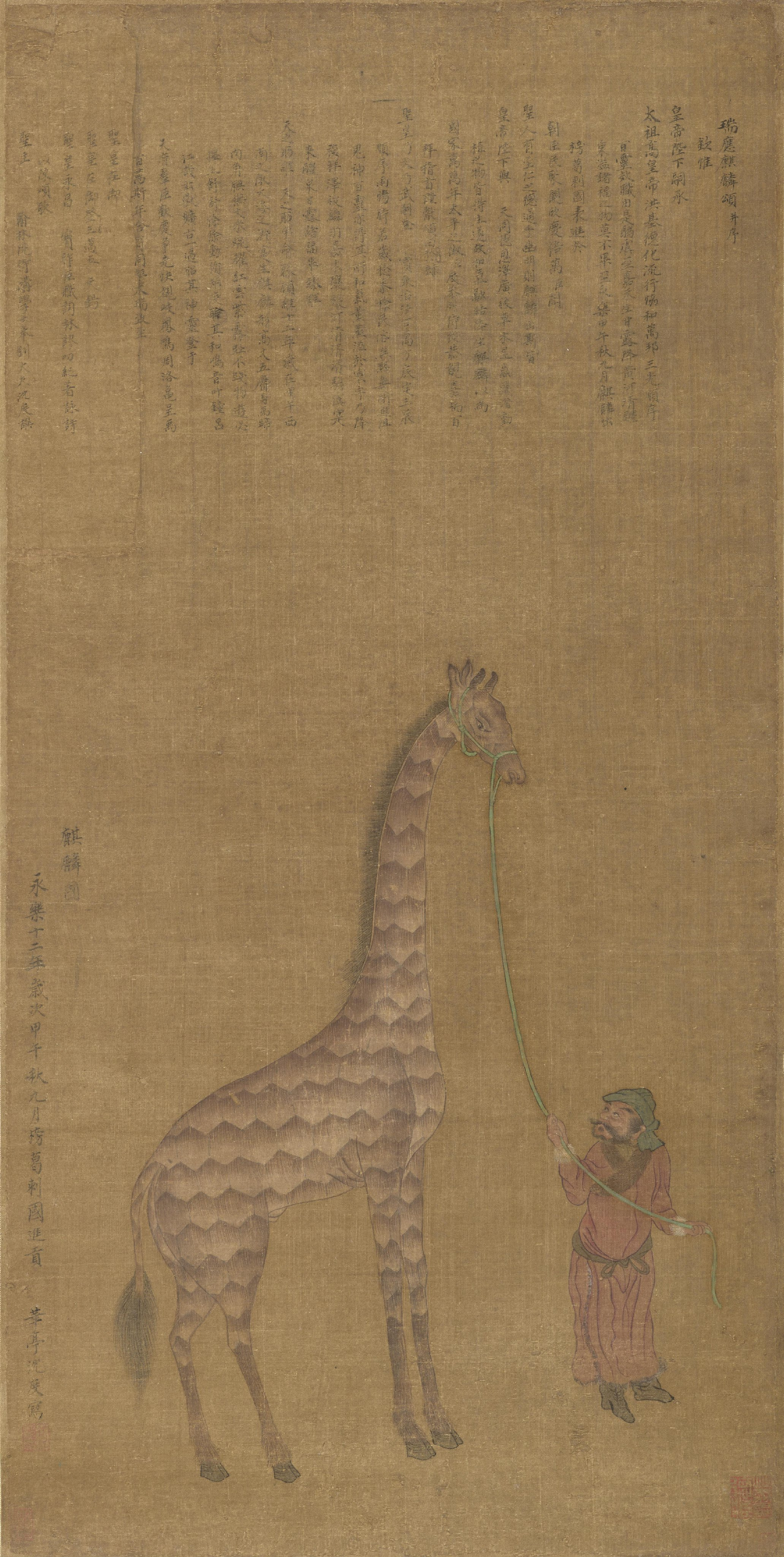
الزرافة التي وهبتها البنغال للصين عام 1414

واصل شهاب الدين بايزيد شاه العلاقات الودية مع الصين مثل أسلافه وأرسل ذات مرة زرافة إلى الإمبراطور الصيني مع رسالة مكتوبة على ورقة ذهبية. أصدر النقود من 814 هـ إلى 817هـ. ويبين علم العملات أنه كان خلفه ابنه علاء الدين فيروز شاه، الذي أصدر القطع النقدية في 817هـ. ووفقا ل فريشته، راجا غانيشا اغتصب العرش بعد وفاة شهاب الدين بايزيد شاه، بينما وفقًا لما ذكره كتاب رياض السلاطين (كتاب تاريخ متأخر كُتب عام 1788) قتل راجا غانيشا شهاب الدين بايزيد شاه واغتصب العرش.